# Camion (film)
Pour les articles homonymes, voir Camion (homonymie).
Pour plus de détails, voir Fiche technique et Distribution.
Camion est un film québécois réalisé par Rafaël Ouellet, qui est sorti en 2012.

## Synopsis
Ébranlé à la suite d'un accident impliquant son camion qui a causé la mort d'une femme, Germain, un camionneur d'expérience, décide de ne plus retourner au volant de son 18 roues. Ses fils, Samuel et Alain, s'inquiètent de cette léthargie dans laquelle leur père s'enfonce. Ils reviennent à la maison de leur enfance pour l'aider à sortir de cette condition.

## Fiche technique
- Titre : Camion
- Réalisation : Rafaël Ouellet
- Scénario : Rafaël Ouellet
- Musique : Robin-Joël Cool, Viviane Audet, Éric West-Millette
- Direction artistique : Mario Hervieux
- Costumes : Nicole Magny
- Maquillage : Marie-Claude Langevin
- Photographie : Geneviève Perron
- Son : Daniel Fontaine-Bégin, Henry Jr Godding, Bernard Gariépy Strobl
- Montage : Rafaël Ouellet
- Production : Stéphanie Morissette
- Société de production : Coop Vidéo de Montréal
- Sociétés de distribution : K-Films Amérique
- Budget : 1,4 million de dollars[1]
- Pays d'origine :  Canada
- Langue originale : français
- Format : couleur
- Genre : drame
- Durée : 95 minutes
- Dates de sortie :
  - Tchéquie : 1er juillet 2012 (première mondiale) Festival international du film de Karlovy Vary
  - Canada : 17 août 2012 (en salle)

## Distribution
- Julien Poulin : Germain
- Stéphane Breton : Alain
- Patrice Dubois : Samuel
- Maude Giguère : Manu
- Noémie Godin-Vigneau : Rebecca
- Jacob Tierney : Jacob
- Cindy Sampson : Jade
- Viviane Audet : Jenny
- Robin-Joël Cool : Gros Marc
- Christine Beaulieu : Marion
- Patrice Dussault : Bruno
- Pierre Rivard : chasseur
- Serge Thibodeau : Jean
- Liam Roy : jeune garçon
- Diane Losier : Marleen
- Carla Turcotte : Suzie